# Гар
Гар (на френски: Gard) е департамент в регион Окситания, южна Франция. Образуван е през 1790 година от югоизточните части на провинция Лангедок и е наречен с едно от имената на река Гардон. Площта му е 5853 км², а населението – 746 644 души (2016). Административен център е град Ним.